# Никитин, Василий Васильевич (ботаник)
Василий Васильевич Никитин (1906—1988) — советский ботаник (флорист, систематик, геоботаник), один из основоположников ботанической науки в Туркменистане.

## Биография
Родился в Таллине 27 июля 1906 года.
Окончил сельскохозяйственный техникум в Новом Буге. В 1923 году поступил в Херсонский сельскохозяйственный институт, с 1928 года учился на агропедагогическом отделении Харьковского университета, который окончил через год. В 1929 году он был направлен в Туркменскую ССР, где стал преподавателем ботаники в Байрам-Алийском политехникуме.
В 1939 году В. В. Никитин был назначен заведующим кафедрой ботаники Туркменского сельскохозяйственного института, созданного в 1931 году в Ашхабаде на базе Байрам-Алийского политехникума, где работал до 1953 года. С 1932 года он также работал в Туркменском ботаническом институте. Основными направлениями научной работы В. В. Никитина были систематический анализ флоры Туркменистана с целью издания её монографии, изучение сорной растительности, изучением перспектив охраны растений, изучение кормовой базы гор региона, в частности, богары. С 1966 года Василий Васильевич Никитин принимал участие в экспедициях Всесоюзного института растениеводства. Для «Флоры Туркмении» (издание в 7 томах, осуществлявшееся с 1932 по 1960 год) Никитин обработал 23 семейства, 49 родов и около тысячи видов растений, был ответственным редактором последних четырёх томов этого издания.
Под руководством В. В. Никитина получили учёные степени более 40 докторов и кандидатов наук.
2 марта 1988 года Василий Васильевич скончался после продолжительной болезни.

## Некоторые научные работы
- Никитин В. В. Сорная растительность Туркмении. — Ашхабад: АН Туркменской ССР, 1957. — 581 с.
- Никитин В. В. Сорные растения флоры СССР. — Л.: Наука, 1983. — 454 с.
- Никитин В. В. Каталог семян и плодов сорных растений. — 1973. — 89 с.

## Роды и виды растений, названные в честь В. В. Никитина
- Nikitinia Iljin, 1960 — Никитиния
- Acantholimon nikitinii Lincz., 1952
- Alcea nikitinii Iljin, 1951
- Crataegus nikitinii Essenova, 1976 [= Crataegus pseudoazarolus Popov, 1929]
- Elymus nikitinii Czopanov, 1956 [≡ Leymus nikitinii (Czopanov) Tzvelev, 1973]
- Onobrychis nikitinii Orazm., 1966 — Эспарцет Никитина
- Orobanche nikitinii Novopokr., 1950 [= Orobanche solmsii C.B.Clarke, 1884]
- Scorzonera nikitinii Lipsch., 1933 [= Scorzonera tragopogonoides Regel & Schmalh., 1877]
- Scrophularia nikitinii Gorschk., 1954 — Норичник Никитина
- Taraxacum nikitinii Schischk., 1960